# Condat-sur-Vienne
Condat-sur-Vienne är en kommun i departementet Haute-Vienne i regionen Nouvelle-Aquitaine i västra Frankrike. Kommunen ligger i kantonen Limoges-Condat som tillhör arrondissementet Limoges. År 2022 hade Condat-sur-Vienne 5 208 invånare.

## Befolkningsutveckling
Antalet invånare i kommunen Condat-sur-Vienne
| Referens: INSEE |